# CNN International
„CNN International“ (CNNI, но обикновено показван само като CNN) е международен телевизионен канал на английски език, собственост на медийния конгломерат „Turner Broadcasting System“, който в понастоящем е подразделение на компанията „WarnerMedia“.
Каналът основно излъчва новини, в ефир са също аналитични програми по теми от световни събития и интервюта с известни личности. Услугата е ориентирана към международния пазар и е аналогична на BBC World News, France 24, DW, CGTN, NHK World или Al Jazeera English.
Каналът може да се гледа в повечето страни по света. За разлика от свързания канал CNN, който в Северна Америка е абонаментна услуга, CNN International присъства в различни телевизионни платформи по целия свят и се излъчва от студия във и извън САЩ, от Атланта, Ню Йорк, Лондон, Мумбай, Хонконг и Абу Даби. В някои страни е достъпен като free-to-air мрежи (мрежи с безплатно, свободно ефирно излъчване).
Съгласно всички по-значими допитвания и изследвания, „CNN International“ е новинарският канал номер едно по обхват на аудиторията в Европа, на Близкия Изток, в Африка и в Южна Америка. През 2013 и 2014 години във Великобритания Кралското телевизионно общество определя канала като „Новинарският телевизионен канал на годината“.
Каналът е награден с Филаделфийския медал на Свободата.